# 모니카 블라이프트로이
모니카 블라이프트로이(Monica Bleibtreu, 1944년 5월 4일 ~ 2009년 5월 13일)는 오스트리아의 배우이다.

## 출연 작품
- 기프트 호스 (2009)
- 살인의 마을 탄뇌드 (2009)
- 소울 키친 (2009)
- 마음은 어두운 숲 (2007)
- 포 미니츠 (2006)
- 오스레이써 (2004)
- 이카루스 (2002)